# Кашина Ривасола (Торино)
Кашина Ривасола је насеље у Италији у округу Торино, региону Пијемонт.
Према процени из 2011. у насељу је живело 26 становника. Насеље се налази на надморској висини од 265 м.